# Таласи (Алабама)
Таласи (енгл. Tallassee) град је у америчкој савезној држави Алабама. По попису становништва из 2010. у њему је живело 4.819 становника.

## Демографија
Према попису становништва из 2010. у граду је живело 4.819 становника, што је 115 (2,3%) становника мање него 2000. године.
| Група             | 2000.         | 2010.         |
| Белци             | 3.928 (79,6%) | 3.442 (71,4%) |
| Афроамериканци    | 869 (17,6%)   | 1.127 (23,4%) |
| Азијати           | 15 (0,3%)     | 31 (0,6%)     |
| Хиспаноамериканци | 53 (1,1%)     | 145 (3,0%)    |
| Укупно            | 4.934         | 4.819         |